# Boyalı, Sarayönü
Boyalı là một xã thuộc huyện Sarayönü, tỉnh Konya, Thổ Nhĩ Kỳ. Dân số thời điểm năm 2011 là 357 người.